# Шемахы
Шемахы́ (Шемаха́; азерб. Şamaxı [Шамахы]) — город в Азербайджане, административный центр Шемахинского района.
Расположен в юго-восточных предгорьях Большого Кавказа на высоте 800 метров над уровнем моря, на автодороге Баку — Тбилиси, в 122 км к западу от Баку и в 72 км к северо-востоку от железнодорожной станции Кюрдамир.

## История
Археологические раскопки, проведённые в северо-западной его части, обнаружили поселение, относящееся к V—IV векам до н. э.. Шемаха как город Кавказской Албании упоминается у Птолемея (II век) под названием Кемахея или Мамахея. Остатки древней Шемахи находятся к западу от современного города и занимают площадь более 50 га. Здесь, на поселении эпохи ранней бронзы, в конце IV в. до н. э. появилось новое поселение, которое, интенсивно развиваясь, приобрело городские черты. В начале X века город стал столицей государства Ширван. В XII веке в Шемахе по инициативе известного фармацевта и врача Кафеиддина Омара ибн Османа (дяди персидского поэта Хагани Ширвани) была основана медицинская школа, в которой, наряду с обучением, велись исследования лечебных свойств лекарственных растений и врачевание с их помощью.
В 1222 году после длительной осады Шемаха была захвачена и разрушена монголо-татарами. Город упоминается в персидском анонимном труде начала XIII века «Аджаиб ад-Дунья»:
Шемахи — город в Арране.
Это очень укрепленное место,
жители необычайно фанатичны в делах вер.
В ходе османо-сефевидской войны 1578—1590 годов 26 ноября 1578 года состоялась битва за Шемаху. 50 000-я армия Сефевидов (кызылбашей) (по другим данным 30 000-я) под командование наследного принца Хамзы-Мирзы и великого визиря, переправилось по понтонному мосту через Куру, вступив в Ширван, и 26 ноября подошло к Шемахе. В первый же день сражения, окружив город со всех сторон, кызылбашам удалось сломить сопротивление османских войск, и в ходе штурма овладеть городом. Сражение вылилось в уличные бои, длившиеся до самого утра следующего дня. Видя безнадежность своего положения, ещё до начала битвы Осман-паша послал гонцов за подкреплением к крымскому царевичу Адиль-Гирею, направляющегося в Сальяны. Узнав о близости подхода крымского войска и не желая оказаться окруженным, как это произошло в первой битве за город 17 ноября, когда благодаря подходу крымских татар, удалось не только отстоять город, но и нанести крупное поражение кызылбашам во главе с Арас-ханом.
В 1607 году, согласно монахам-кармелитам, посетившим город, население состояло из тюрок и армян. Армяне заселяли целые улицы и занимались активной торговлей. Сверх обыкновенной подати, армянское население платило ещё и налог для иноверцев — «харач».
В 1669 году после участия в Большом Московском Соборе 1666—1668 годов в Шемахе останавливался православный патриарх Антиохии Макарий со своим сыном и диаконом Павлом Алеппским. Их миссия имела церковный и дипломатический характер.
В 1712 году в связи с бунтом лезгин и других горских народов Шемаха был разграблен. Географическое месторасположение города на стыке транзитных путей предопределяло огромное количество набегов и разбойных нападений на Шемаху, осуществлявшихся соседними народами и войсками других ханств, нёсших с собой опустошение и разрушение. В 1721 году Шемаха подверглась нападению войска предводителя лезгин Хаджи Дауда Мушкурского, были убиты находившиеся там русские купцы и нанесены огромные убытки русским торговцам шёлком. Армяне, количество которых в городе было весьма внушительным, подвергались постоянным нападениям и грабежам, по приказу Хаджи Дауда они наравне с евреями должны были на своей груди носить жёлтый отличительный знак —для того, чтобы мусульмане не приветствовали их. Результатом этого события был предпринятый Петром Великим Персидский поход 1722—1723 гг. В 1734 году Надир-шах, разорив город, перевёл его жителей на другое место, но вскоре город возродился на старом месте.
С 1742 года после смерти Надир-шаха Шемаха — столица Ширванского ханства. В 1805 году ширванский хан Мустафа-хан вступил в русское подданство. Присоединение Ширванского ханства к России в 1805 было подтверждено Гюлистанским мирным договором 1813 года. В 1820 году русская администрация заменила в Ширване ханское управление. В период с 1840 по 1846 годы административный центр Каспийской области, затем до 1859 года — Шемахинской губернии. После разрушительного землетрясения, произошедшего 2 декабря 1859 года, центр губернии был перенесён в город Баку, после чего Шемаха стал административным центром Шемахинского уезда в составе Бакинской губернии.

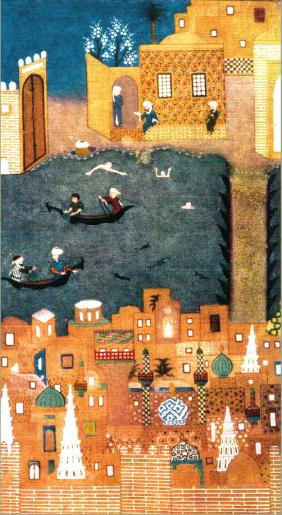
Миниатюра XV века из Шемахи

Несмотря на высокую сейсмичность региона (самые крупные землетрясения произошли в 1607, 1669, 1859 и 1902 годах), многие важные исторические памятники сохранились до сих пор, в частности такие, как Джума мечеть — пятничная соборная мечеть VIII века, «Едди Гюмбез» («Семь Куполов») — кладбище и группа мавзолеев, усыпальниц ширванских ханов XVIII—XIX вв., руины крепости Гюлистан XI—XII веков, которые являются главными достопримечательностями города. На холме, восточнее города расположено кладбище «Лалезар», где также много могил XVII—XVIII вв. Самым древним же кладбищем города является «Шахандан», где предположительно имеется могила поэта Шахандана, брата поэта Насими.
Длительное время Шемаха был одним из важнейших пунктов на протяжении всего Великого Шёлкового пути. Этим обусловлено то, что город на протяжении долгого времени был одним из центров ширвано-апшеронской архитектурной школы и школы декоративно-прикладного искусства (ковроделия) и миниатюры. Находясь на пересечении караванных путей, Шемаха являлась одним из крупных торгово-ремесленных центров на Ближнем Востоке, занимая важное место в торговле шёлком, ещё в XVI веке упоминаются торговые связи шемахинских и венецианских купцов. В Шемахе вели торговлю азербайджанские, иранские, арабские, среднеазиатские, русские, индийские и западноевропейские купцы, владевшие здесь факториями, имелись многочисленные шёлкоткацкие, бумагопрядильные и ковровые мастерские.
Город прославился как родина многих видных азербайджанских (Сабир, Насими) и персидских (Хагани) философов, архитекторов и учёных.

## В искусстве
Шемаха упоминается великим русским поэтом А. С. Пушкиным в «Сказке о золотом петушке» («Подари ж ты мне девицу, шемаханскую царицу») и запечатлена на картинах русского художника Г. Г. Гагарина «Шамахинская баядерка», «Танцовщица из Шемахи», «Танцовщица Ниса». Своей оригинальностью отличались танцы шемахинских девушек. Шемахинская тематика отражена в двух великолепных альбомах художника: «Scenes, paysages, meurs et costutnes du Caucase» и «La Caucase pittoresge dessine d' apres nature» (Париж, 1847 год). Рисунки «Женщина из Шемахи» и «Танцовщица Ниса» представляют собой этнографический интерес с точки зрения изучения элементов женской национальной одежды Ширвана в XIX веке: рубашки, архалыка с овальным покроем воротника, нагрудных и налобных украшений, женских украшений из самоцветов, кольцевых серег с подвесками. Оригинальный женский костюм XIX века из Шемахи, переданный в 1906 году в Кавказский музей в Тифлисе, был одним из наиболее популярных экспонатов музея.
5 июня 2010 года в Шемахе был открыт памятник одинокому турецкому солдату. На памятнике запечатлены слова из стихотворения Б. Вагабзаде «Тенха мезар». Памятник установлен в честь офицера Кавказской исламской армии.
С одним из старинных кварталов Шемахы — Сарыторпагом связывают один из видов шикесте — «Сарыторпаг шикесте», автором которого считается азербайджанский ханенде и поэт Мирза Мухаммедхасан, который был уроженцем этого квартала.

Город на старых гравюрах
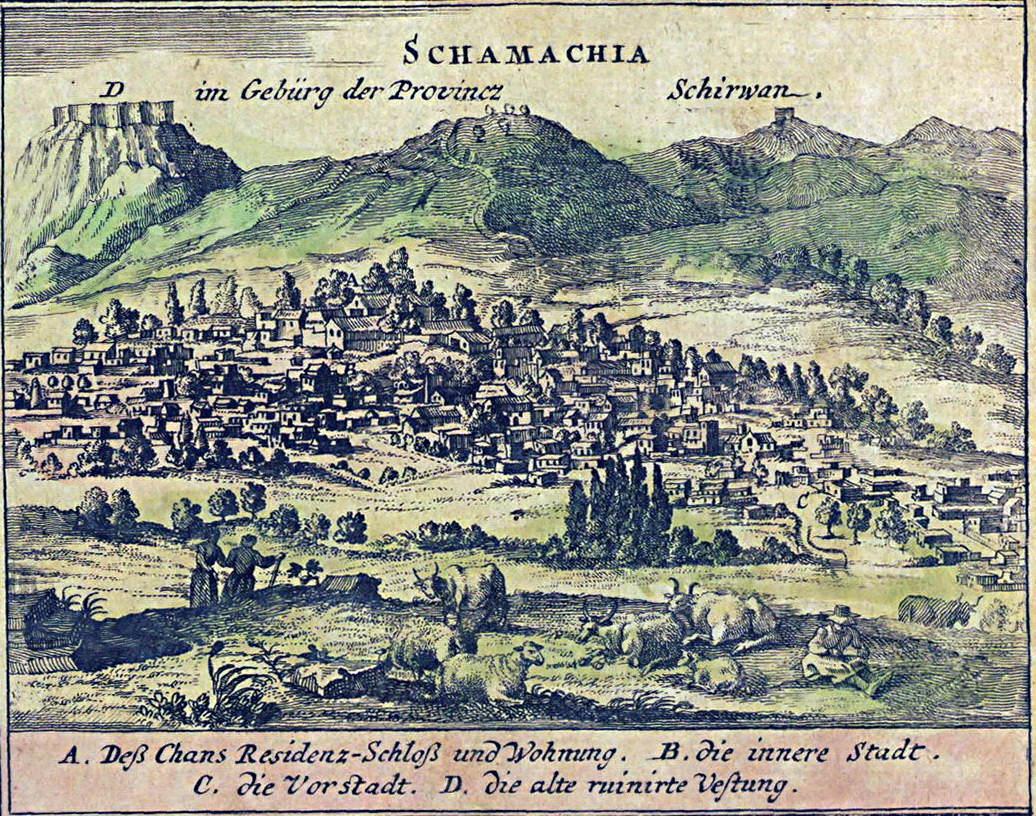
Шемаха на гравюре 1683 года Э. Кемпфера.
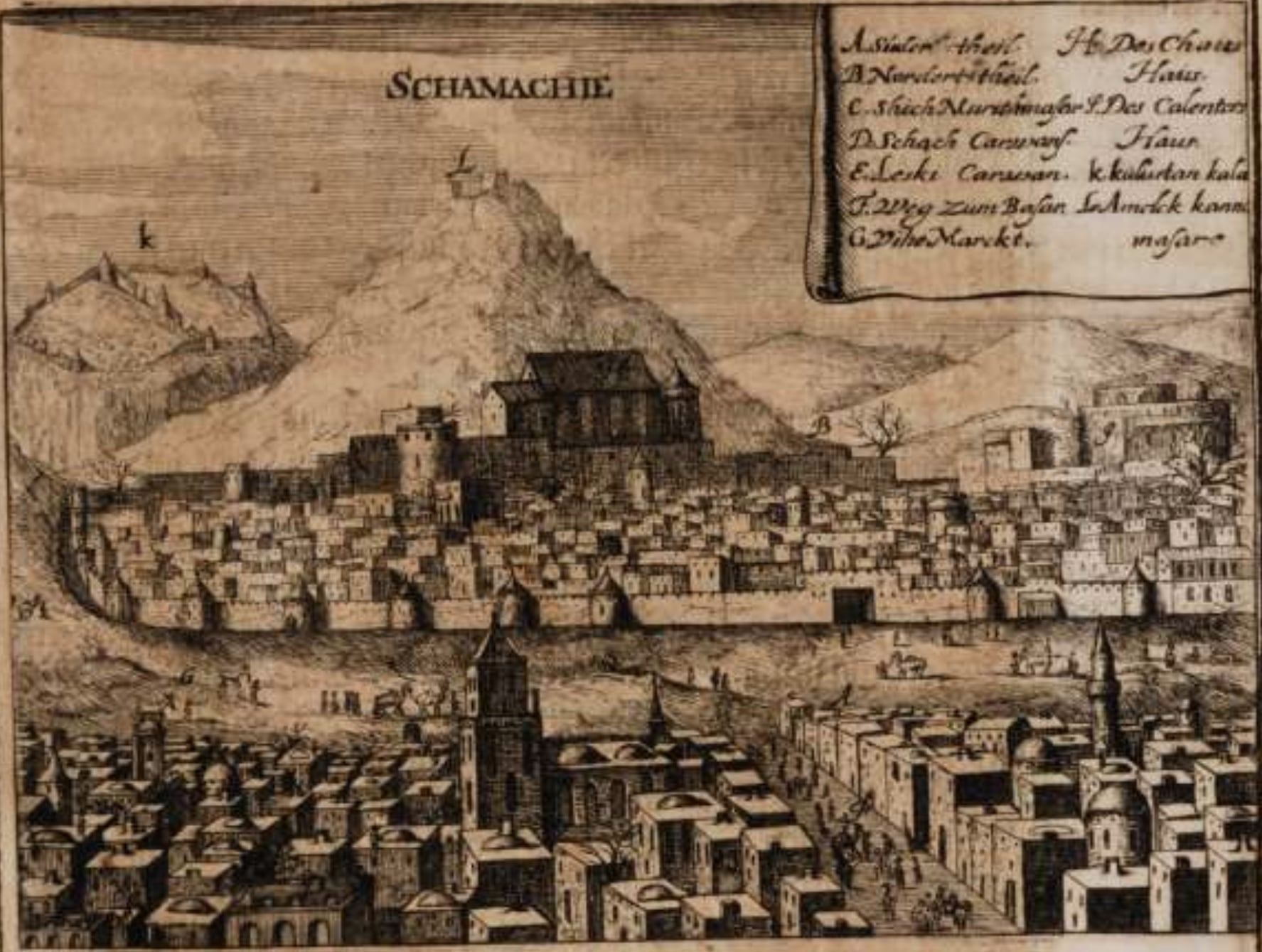
Шемаха. Гравюра из «Описания путешествия». А. Олеария, 1656 год.
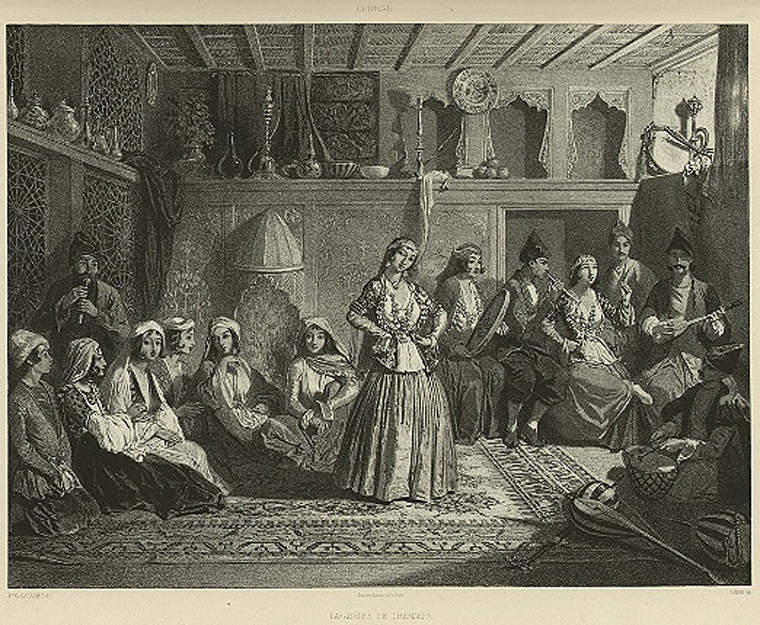
«Баядерки из Шемахи». Г. Гагарин, XIX век.

## География
Город расположен на высоте 800 метров над уровнем моря в южной части Большого Кавказа, в предгорной котловине, окружённой отрогами Большого Кавказа, в долине реки Пирсагат. На юге протекает река Зогалавай, на востоке Пирсагат. Город окружён горами: с севера — Бинаслы и Гушгана, с северо-запада — Пирдиреки и Гюлистан-Гызгаласы, а с запада — гора Мейсери. Эти горы представляют собой оконечность небольшого горного кряжа, тянувшегося до реки Ахсу.
Шемахинский район богат горными лесами и лугами, находится в зоне умеренной влажности. Большая часть этого района является курортной зоной со множественными родниками горной воды, что делает город привлекательным для привлечения инвестиций в туристический бизнес.
Пониженная запыленность атмосферы и преобладающее количество ясных дней в году позволило начать строительство в 1957 году в 22 километрах от города одной из значимых обсерваторий бывшего Советского Союза — Шемахинской астрофизической обсерватории.

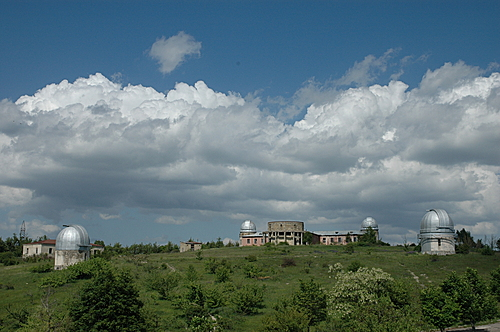
Шемахинская обсерватория
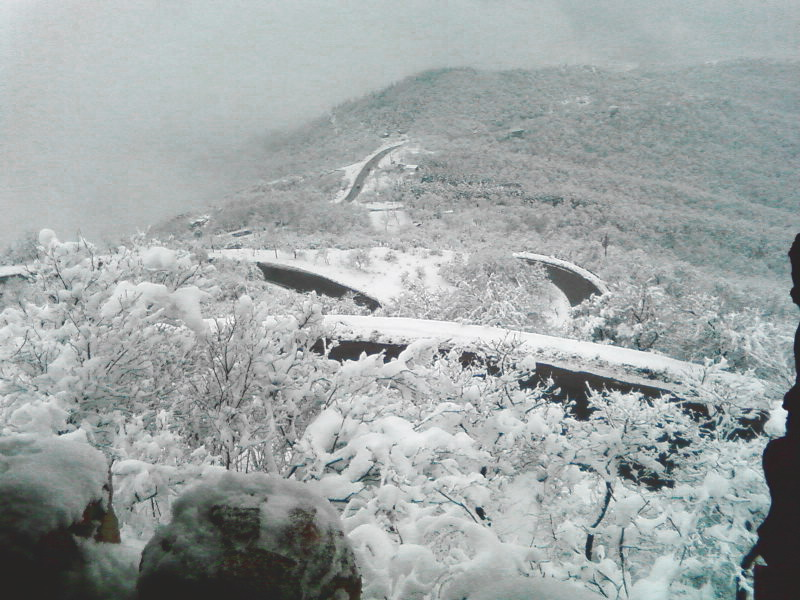
Вид Шемахинского перевала зимой

## Население
В 1607 году, согласно монахам-кармелитам, посетившим город, население состояло из тюрок и армян. В 1670-х годах испанский путешественник Педро Куберо Себестьян пишет, что жителями Шемахи были персы, армяне и грузины. Однако в этот период под термином «персы» подразумевали также тюркоговорящих.
По сообщениям английского путешественника Джона Белла, в 1715 году общим языком для жителей города был тюркский, однако городская элита говорила на персидском, также было значительное число грузин и армян.
Кварталы старой Шемахи носили такие названия: Араблар, Ардебилли, Деремехле, Джидамехелле, Имамлы, Агчылар, Шейх Захирли, Шейх Намаз, Сарыторпаглы, Шатырлы, Юхары Гала.
По данным «Кавказского календаря» на 1856 год в городе 164 дома принадлежало русским, 469 армянам, 1160 суннитам и 1320 шиитам.
По данным первой всеобщей переписи населения Российской империи 1897 года в городе проживало 20 007 чел. Грамотных — 3 221 чел. (16,1 %). Местное население в основном было занято винопроизводством, скотоводством, ковроткачеством.
По данным ЭСБЕ в городе в 1903 году проживало 20 008 чел. (10 450 мужчин и 9 558 женщин). Национальный и религиозный состав выглядел следующим образом: 79 % — азербайджанские татары (мусульмане, из которых около 22 % сунниты, остальные — шииты); остальные 21 % (русские — 3 %, армяне — 18 %, армяно-григориане и православные).
| Год  | Азербайджанцы    | Армяне          | Русские, украинцы, белорусы | Литовцы      | Аварцы      | Поляки      | Евреи       | Лезгинские народы | Таты       | Персы       | Греки       | Остальные (грузины, немцы, турки и др.) |
| ---- | ---------------- | --------------- | --------------------------- | ------------ | ----------- | ----------- | ----------- | ----------------- | ---------- | ----------- | ----------- | --------------------------------------- |
| 1897 | 16 160 (80,77 %) | 2 513 (12,56 %) | 807 (4,03 %)                | 143 (0,71 %) | 100 (0,5 %) | 98 (0,49 %) | 90 (0,45 %) | 43 (0,21 %)       | 5 (0,02 %) | 2 (<0,01 %) | 1 (<0,01 %) | 45 (0,22 %)                             |
| 1903 | 15 806 (79 %)    | 3 601 (18 %)    | 600 (3 %)                   | ---          | ---         | ---         | ---         | ---               | ---        | ---         |             | ---                                     |

По всесоюзной переписи населения 1989 года в Шемахе проживало 24 681 человек.
По данным на начало 2010 года население города составляло 31 704 жителей.

## Религиозные сооружения
Согласно данным «Кавказского календаря» на 1856 год в городе насчитывалось 3 русско-православных церкви (две на тот момент ещё не оконченные), 2 храма армянской апостольской церкви, 8 суннитских и 7 шиитских мечетей.

## Спорт

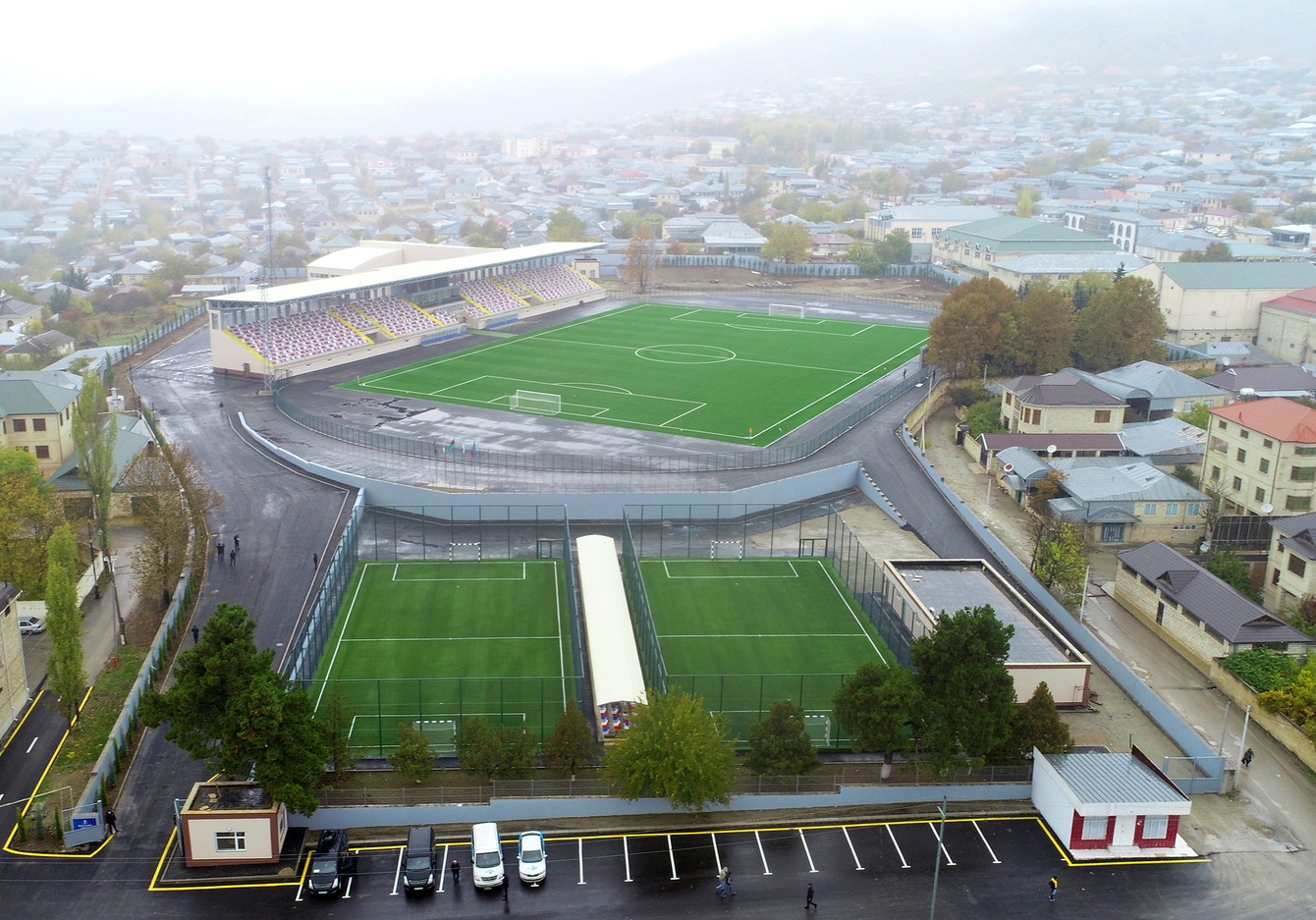
Городской стадион Шемахы

С 2022 года в городе представлен профессиональный футбольный клуб «Шамахы», выступающий в премьер-лиге чемпионата Азербайджана.

## Экономика
В Шемахе, которая издревле славилась как один из центров ковроткачества в Азербайджане, и по сей день функционирует ковроткацкая фабрика. Учитывая благоприятный для виноградарства климат, развивается винная промышленность, предполагается полная реконструкция винно-водочного завода. В результате принятия «Государственной программы по развитию регионов Азербайджана» в Шемахе открылись новые производства: совместное ирано-азербайджанское предприятие по сборке легковых автомобилей «Азсаманд», завод по производству электронной бытовой аппаратуры. В рамках реализации проекта «Электронная Шемаха» в Шемахе установлена новая АТС с использованием коммуникационного пакета системы NGN. В ноябре 2009 года сдан в эксплуатацию новый лечебно-диагностический центр. Полностью реконструирована автомобильная дорога Баку-Шемаха протяженностью 112 км.

## Известные люди
- Аббас Сиххат — азербайджанский поэт, драматург, переводчик.
- Абелян, Ованес Артемьевич — армянский актёр.
- Ализаде, Али Ашраф Абдул Гусейн оглы — советский и азербайджанский учёный и педагог, профессор, доктор геолого-минераловедческих наук, академик АН Азербайджанской ССР (1945).
- Ганизаде, Султан Меджид — азербайджанский писатель-просветитель, драматург.
- Гуртьев, Леонтий Николаевич — советский военачальник, Герой Советского Союза.
- Имадеддин Насими (одно из предполагаемых мест рождения) — азербайджанский поэт и мистик XIV—XV вв.
- Мухаммед Хади — азербайджанский поэт-романтик.
- Пирбудагян, Софья Эммануиловна — армянская танцовщица, актриса, писательница, переводчица, литературовед.
- Сабир, Мирза Алекпер — азербайджанский поэт-сатирик.
- Тихенко, Сергей Иванович — советский украинский учёный.
- Ширванзаде, Александр Минасович — армянский писатель и драматург.
- Зарян, Костан — армянский писатель.
- Ширвани:
  - Ага Масих Ширвани — азербайджанский поэт XVIII века.
  - Бадр Ширвани[азерб.] — персидский поэт XIV—XV вв.[45]
  - Гаджи Зейналабдин Ширвани — азербайджанский учёный, географ-путешественник, историк, этнограф, философ, литературовед и поэт.
  - Гаджи Мухаммед Али Ширвани — азербайджанский учёный, путешественник, историк, философ, просветитель и поэт.
  - Сеид Азим Ширвани — азербайджанский поэт и просветитель.
  - Нишат Ширвани — азербайджанский поэт I половины XVIII века.
  - Фалаки Ширвани — персидский поэт, который жил в первой половине XII века.
  - Хагани Ширвани — персидский поэт и мыслитель XII века, придворный поэт ширваншаха Манучехра III Кесранида, последний великий поэт касыда домонгольского времени.
  - Шакир Ширвани — азербайджанский поэт XVIII века.

## Галерея

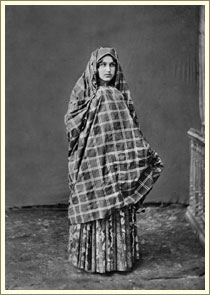
Молодая азербайджанка из Шемахи. 1883 год
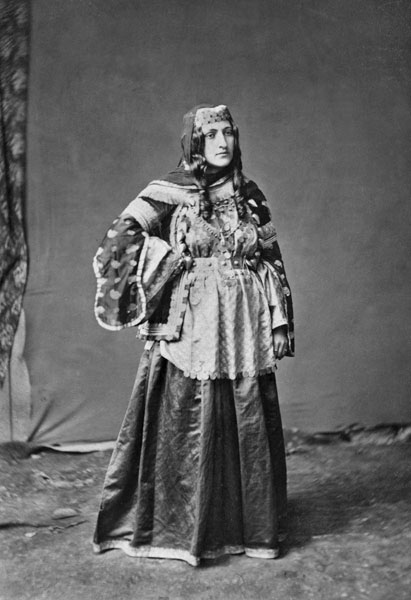
Шемахинская армянка в праздничной одежде. 1883 год.
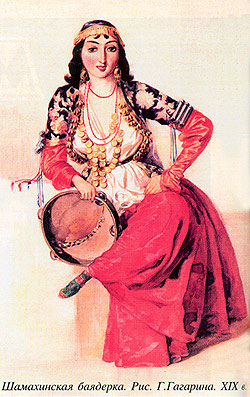
Шемахинская баядерка.  Рис. Г. Гагарина
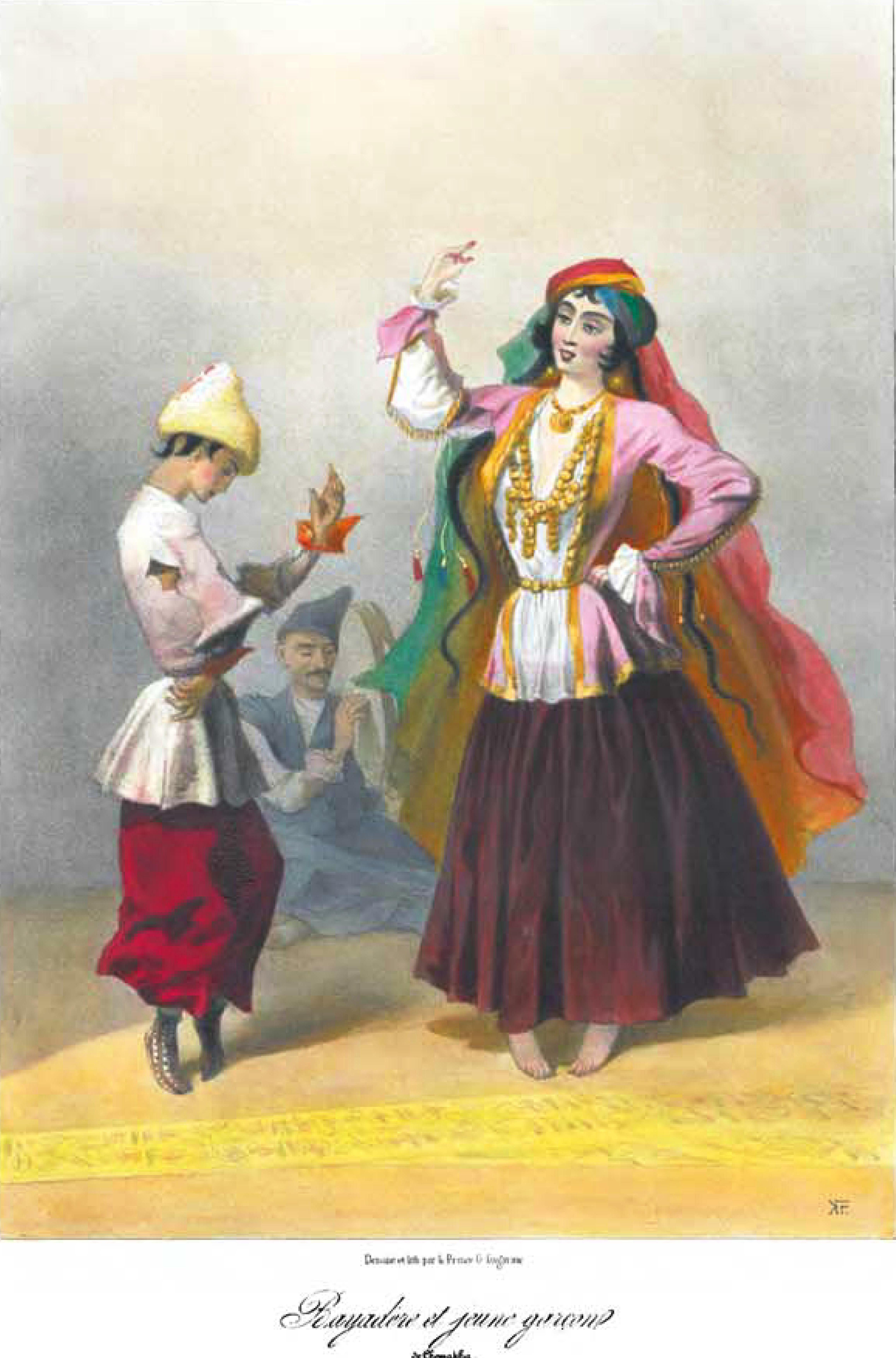
Баядерка и юноша из Шемахи. Рис. Г. Гагарина
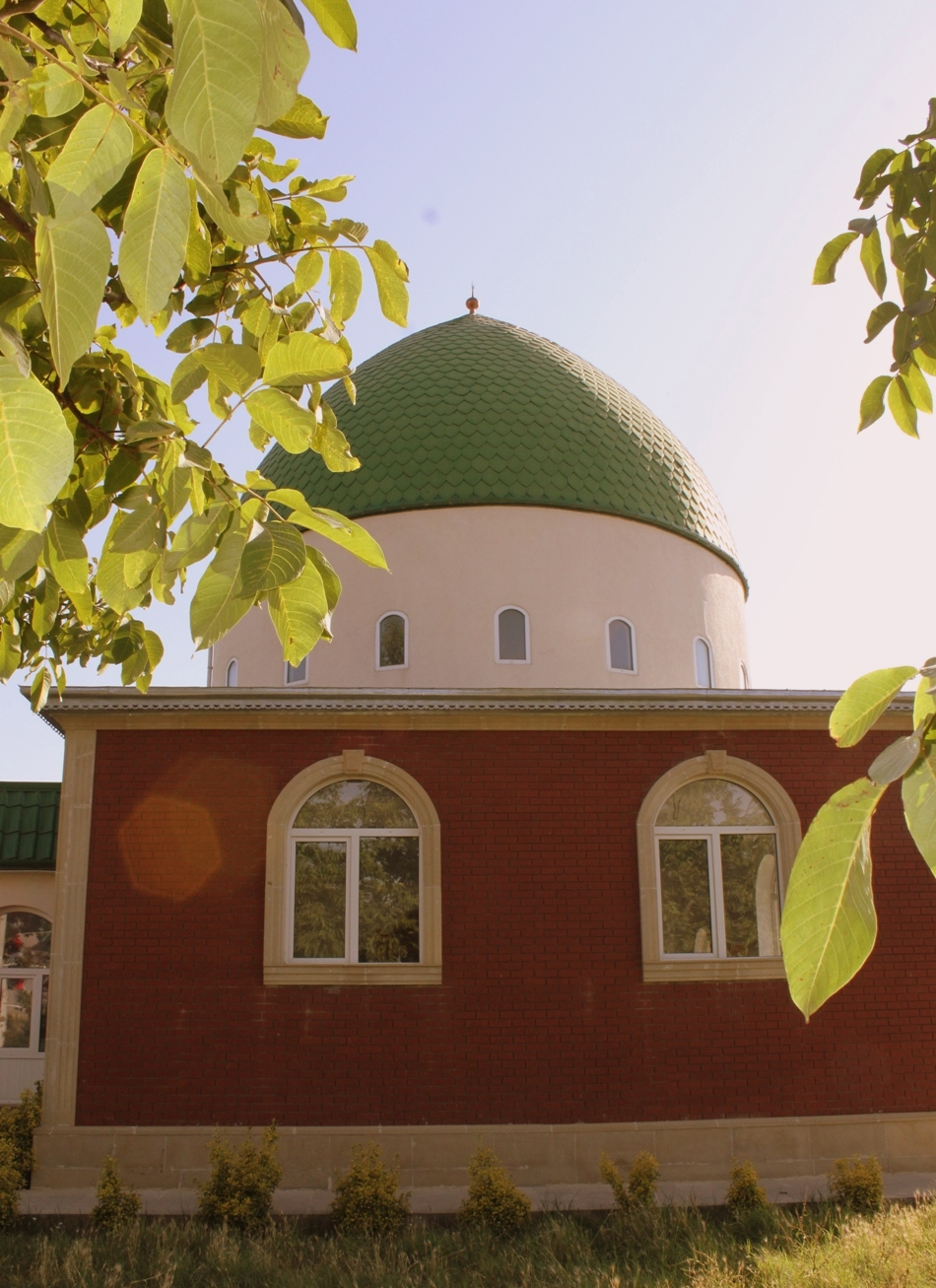
Мечеть в Шемахе.
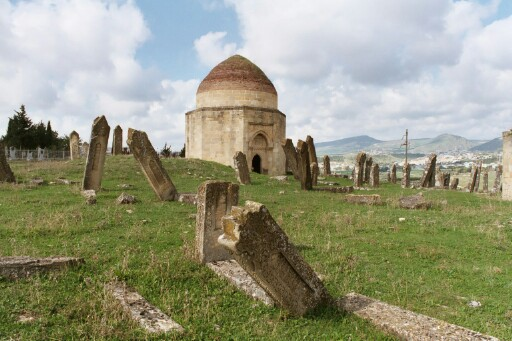
Мавзолей на кладбище Едди Гюмбез («Семь Куполов»)
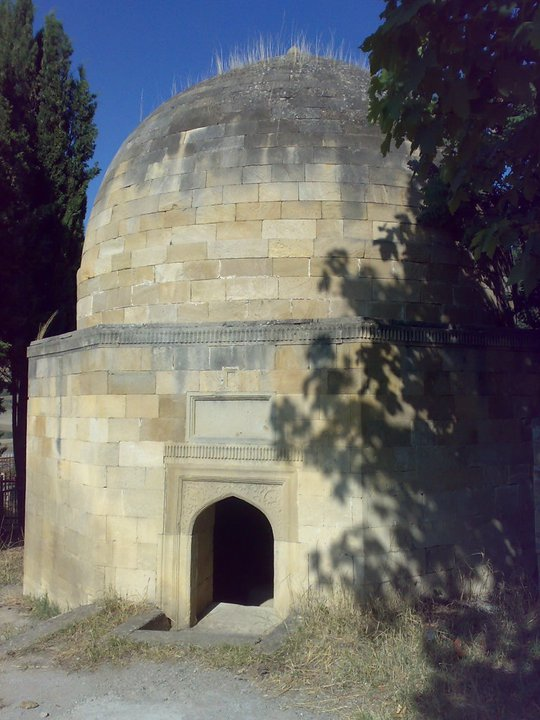
Мавзолей на кладбище «Шахандан», где предположительно похоронен брат Насими поэт Шахандан
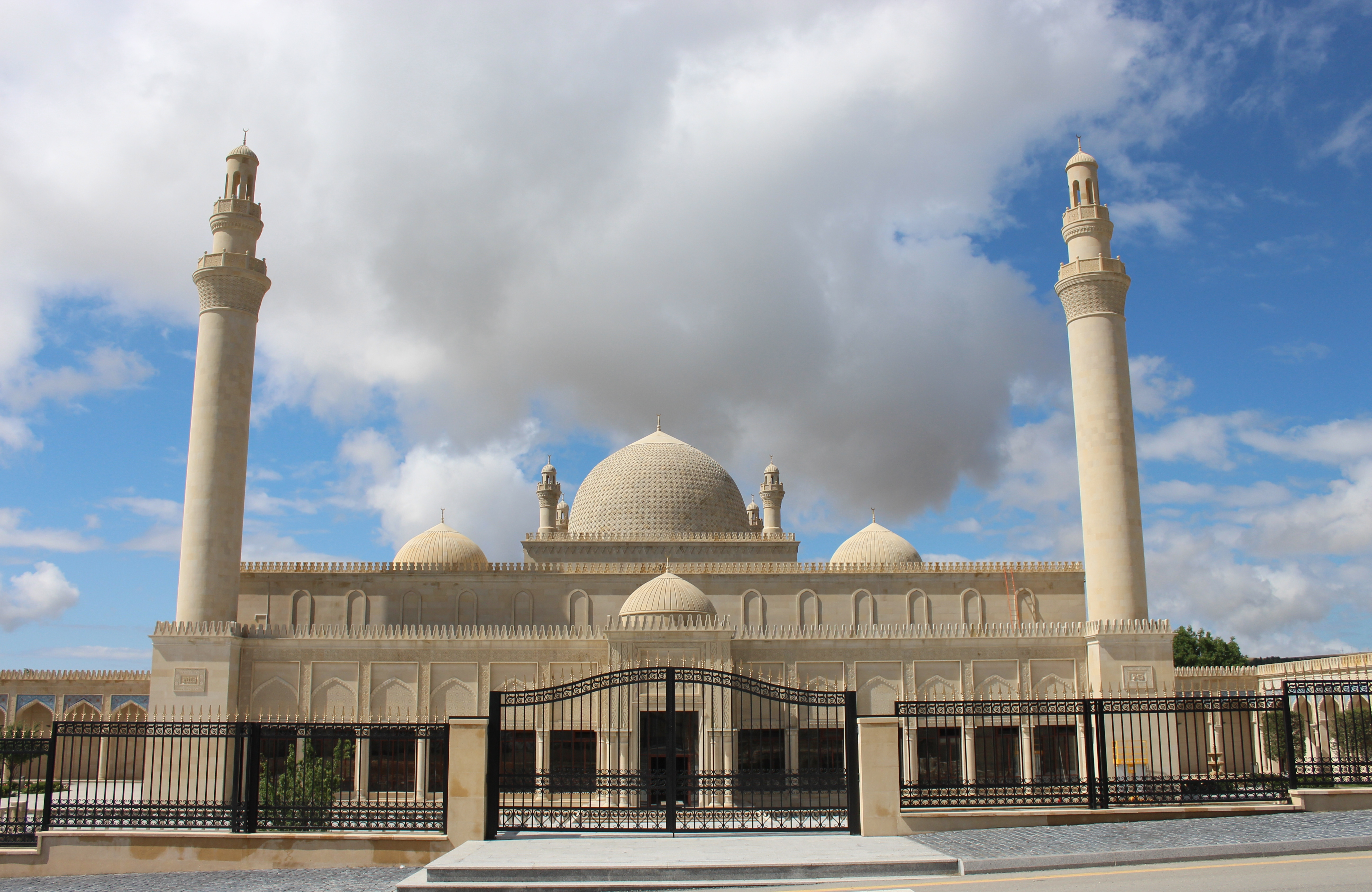
Джума-мечеть
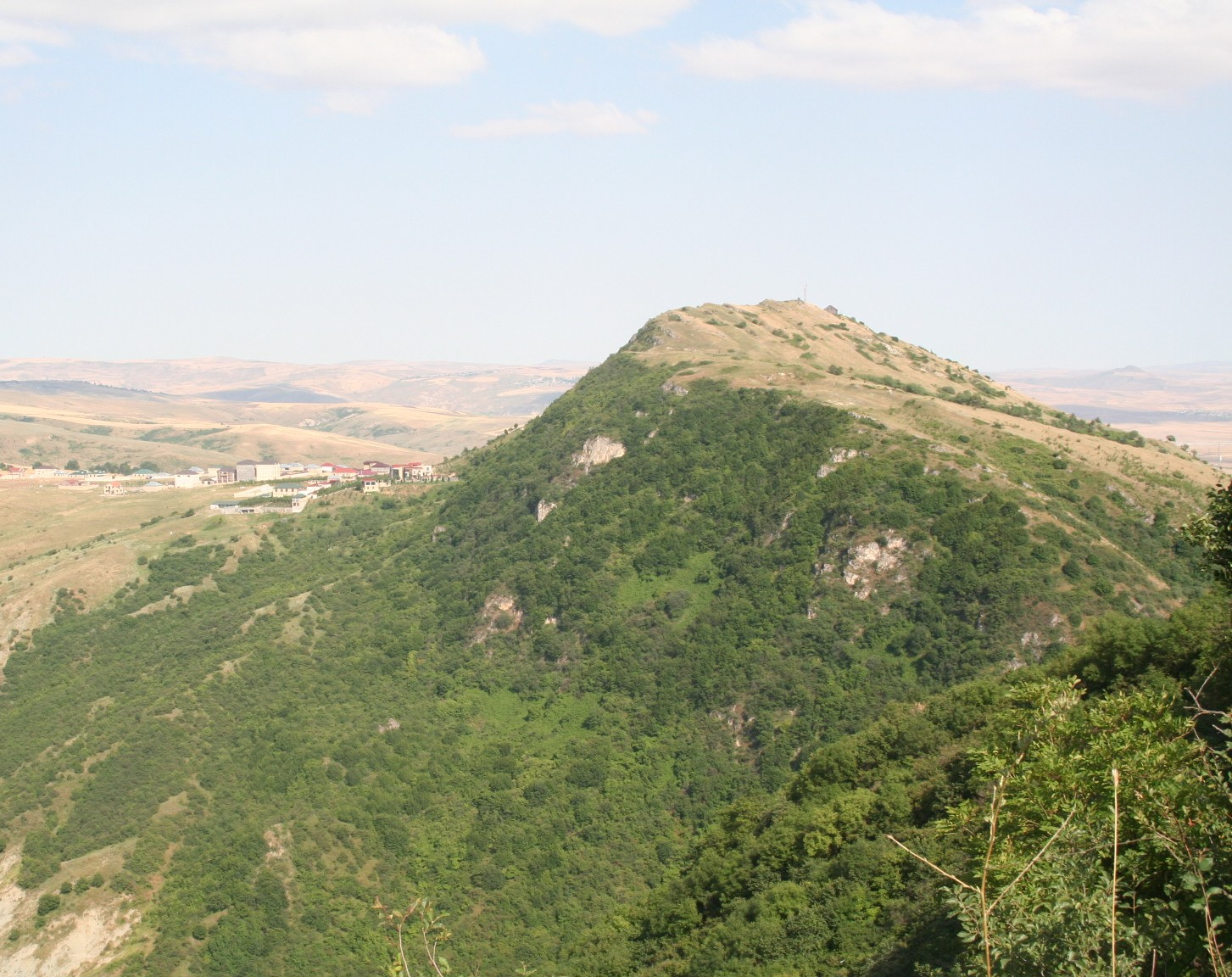
Гора Пирдиреки
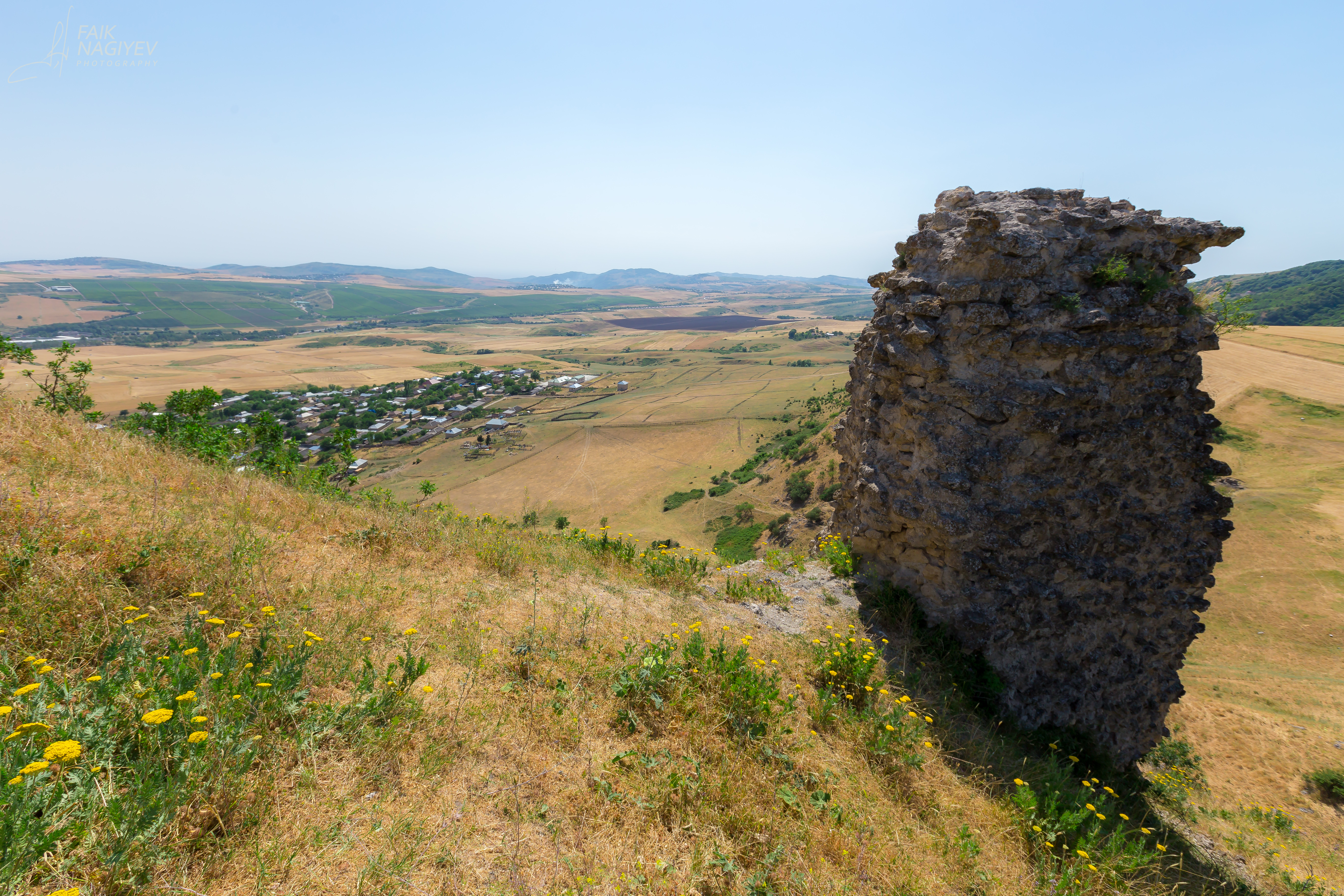
Крепость Гюлистан
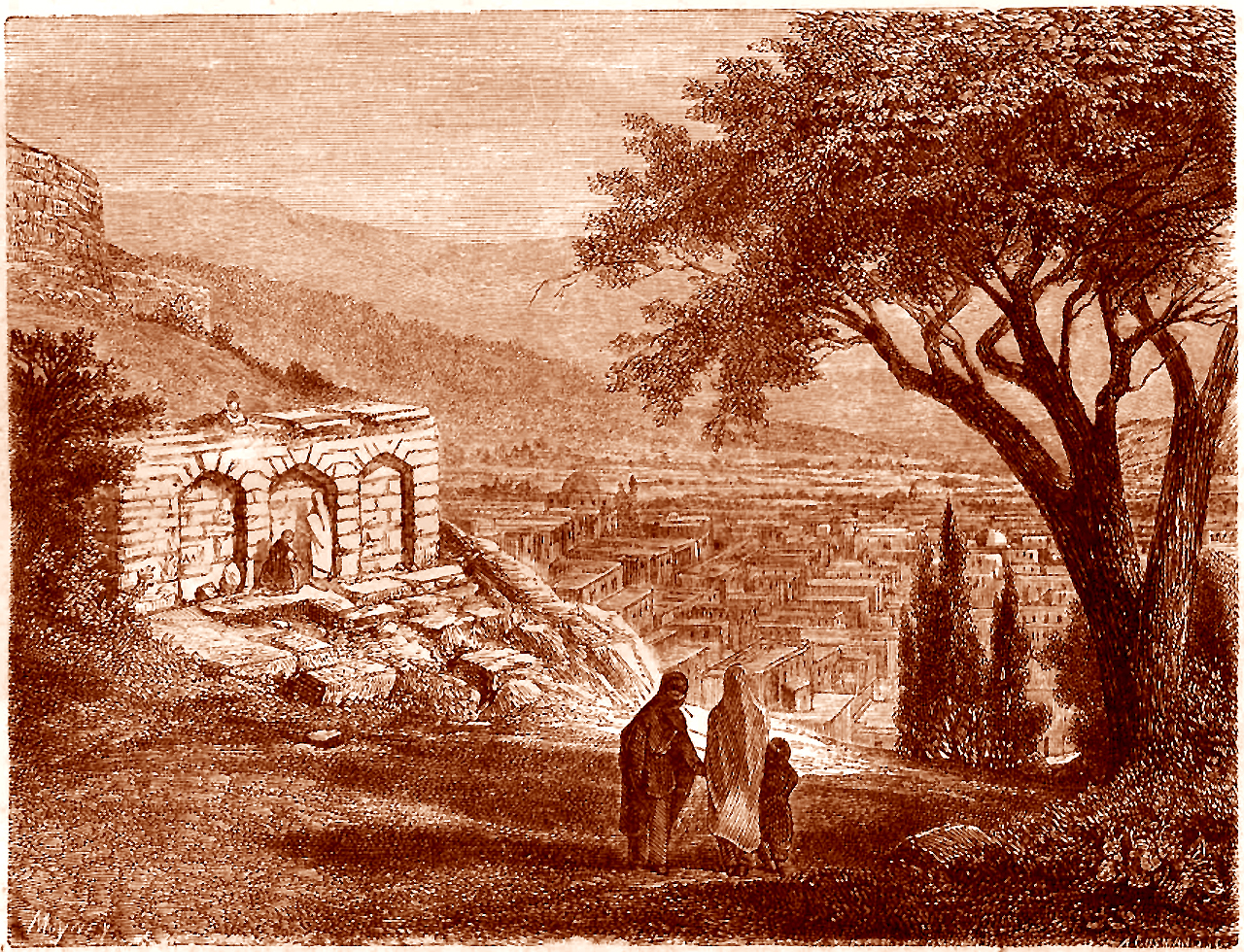
Шемаха в XIX веке
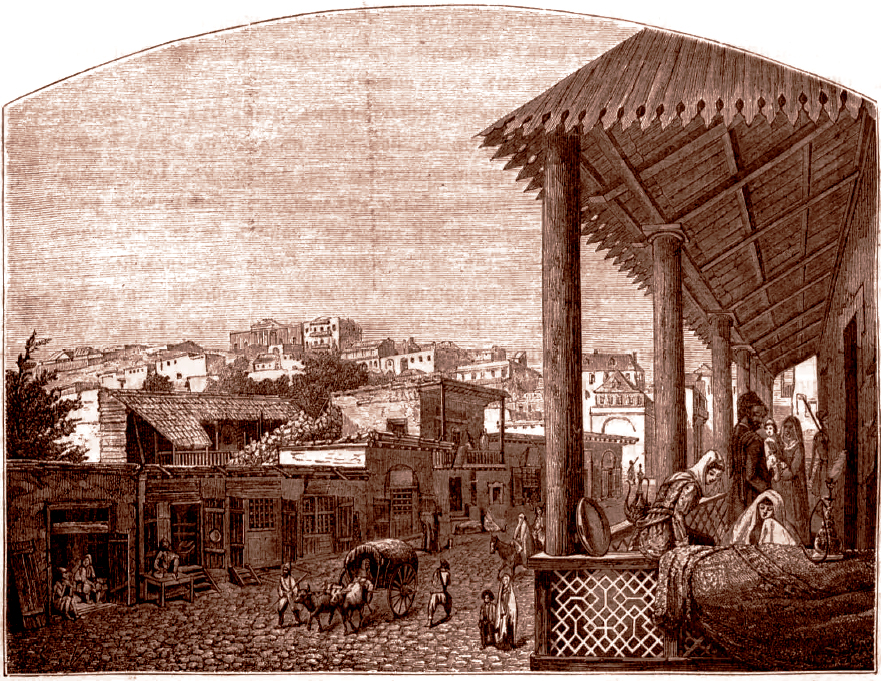
Шемаха в XIX веке
Памятник М. А. Сабиру
Памятник Насими

## Города-побратимы
- Тират-Кармель, Израиль[46]
- Ыгдыр, Турция